# Oradour (Charente)
Oradour è un comune francese di 213 abitanti situato nel dipartimento della Charente, nella regione della Nuova Aquitania.

## Società

### Evoluzione demografica
Abitanti censiti